# Salah Shokweir
Salah Shokweir (ur. 16 października 1929 w Al-Mahalla al-Kubra) – egipski bokser.
Reprezentował Egipt na Letnich Igrzyskach Olimpijskich w 1960 roku, zajmując 5. miejsce.